# Operação Chastise

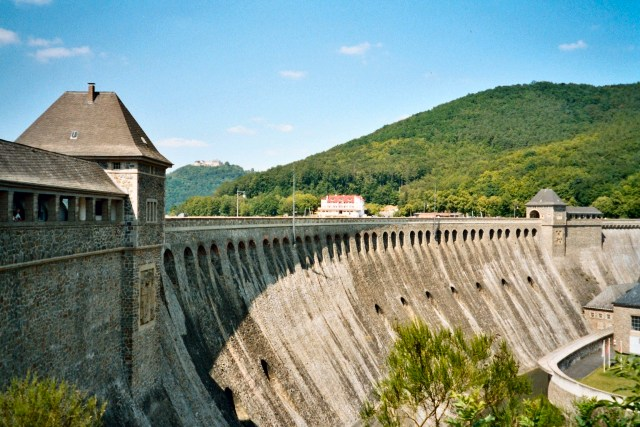
Barragem Eder, um dos alvos da missão.

Operação Chastise foram os ataques a barragens Alemãs a 17 de Maio de 1943, durante a Segunda Guerra Mundial, com a utilização de uma bomba especial - uma bomba saltitante. O ataque foi levado a cabo pelo Esquadrão #617 da Royal Air Force, subsequentemente conhecidos como Dam Busters.

## Desenvolvimento do plano
Para se ganhar uma guerra não basta apenas destruir aviões e tanques inimigos. É necessário neutralizar a capacidade inimiga de construir, reparar, comprar e/ou transportar armas e meios bélicos. Por isso, constituem alvos estratégicos portos, aeroportos, fábricas, pontes, etc.
As represas alemãs de Mohne, Eder e Sorpe no Vale do Ruhr, coração industrial da Alemanha nazista, se constituíram em importantes alvos estratégicos, pois forneciam energia hidroelétrica, água industrial e doméstica, bem como controlavam os níveis das hidrovias, que transportavam material entre as fábricas e os depósitos militares alemães. Com a sua destruição os Aliados afetariam diretamente o esforço de guerra de Hitler e psicologicamente afetariam a vontade alemã de lutar. Assim pensavam os britânicos e a missão de destruir as represas foi dada aos Lancasters da RAF.
Porém as represas não eram alvos fáceis de serem destruídos. Mesmo atingidas com bombas, as grandes represas ainda poderiam continuar funcionando, praticamente intactas. Se uma bomba, com poder suficiente para a destruir, conseguisse ser lançada para explodir ao largo da represa, a água agiria como um amortecedor efetivo da explosão, absorvendo a maior parte da energia. Ao mesmo tempo, era quase que impossível lançar uma bomba tão grande exatamente na represa, de modo a produzir um fenda na mesma. 
Um ataque com torpedos também estavam fora dos planos, visto que os alemães haviam estendido redes protetoras ao longo das mesmas.

## As bombas saltadoras
O cientista Barne Wallis descobriu que se uma carga explosiva atingisse e explodisse exatamente na parede da represa, a uma profundidade específica, a água agiria a seu favor, concentrando a explosão e direcionando a força da mesma para a represa, conseguindo perfurá-la.
Wallis pesquisou bastante sobre o problema da destruição de represas, usando vários modelos em escala, construídos pelo Road Research Laboratory e até uma represa abandonada, situada no lago Rhayader, em Radnorshire no País de Gales. Depois de muito tempo ele chegou ao tamanho, peso e forma ideal da bomba que deveria ser usada para destruir as represas nazistas.
As bombas teriam a forma cilíndrica (tipo um barril de 3,60 m) e Wallis acreditava que, quando lançadas transversalmente, com uma velocidade de cerca de 320 km/h, de uma altura de 45,78 m, estas chocariam com a superfície da água e "saltariam" sobre ela, evitando assim as redes protectoras, até que chocassem com a parede da represa e se afundassem na lama, vindo a explodir graças a uma espoleta hidrostática.
Momentos antes de serem lançadas, as bombas sofreriam uma rotação inversa, que as ajudariam nos saltos e que, ao chocarem com a face da represa, fossem impelidas para o fundo, explodindo a uma profundidade pré-determinada.
Apesar de um forte ceticismo de políticos e militares, Barne Wallis conseguiu permissão para testar uma versão da bomba saltadora, com a metade do tamanho proposto, com um velho bombardeiro Wellington, que, por incrível que pareça, foi projetado pelo próprio Wallis.
Os testes foram todos foram filmados e um sucesso. Apesar disto, houve forte resistência à ideia. Wallis conseguiu, através do piloto de testes da Vickers, Mutt Summers, uma audiência com Marechal-do-Ar Arthur Harris, comandante do Comando de Bombardeios da RAF. O comandante Harris também achava a ideia maluca, mas mesmo assim decidiu assistir aos filmes dos testes e logo após isso começou a mudar de ideias sobre o uso das bombas saltadoras. Depois de falar com o Primeiro-Ministro Churchill, que ficou muito entusiasmado com o plano, Harris recebeu o sinal verde para realizar um ataque as represas alemãs usando as bombas saltadoras de Barne Wallis.

## Planejamento e recrutamento
O Ministério da Aeronáutica determinou que o ataque as represas do Möhne, Eder, Sorpe, lister, Schwelme e Ennepe deveria acontecer em 16 de maio de 1943. Neste dia as represas estariam com sua capacidade máxima e haveria lua cheia. Seriam usadas três levas de bombardeiros: uma atacaria as represas Mohne e Eder, outra leva a de Sorpe, e uma terceira leva funcionaria como uma reserva móvel e força divisionária. Sendo assim, em plena noite, levas de bombardeiros Lancaster da RAF efetuaram um ataque de precisão, a baixa altitude contra as represas no Vale do Ruhr, cujas centrais elétricas forneciam energia ao maior complexo industrial da Alemanha.
Arthur Harris recusou retirar um esquadrão existente para treinamento especial contra um alvo secundário, por isso decidiu formar um novo esquadrão, com tripulações experientes. Nomeou o Air Vice Marshal Ralph Cochrane, então Comandante do 5º Grupo de Bombardeios, como encarregado de organizar o novo esquadrão. "Eu tenho um trabalho para você, Cocky", disse Harris, e o explicou.
Cochrane chamou imediatamente o Comandante-de-Ala Guy Gibson, 25 anos, então comandante do Esquadrão 106 de Lancasters em Syerston. Gibson, era um veterano comissionado, com dois turnos completos de operações, estando a terminar o terceiro e com uma longa e satisfatória carreira como piloto de bombardeiro, havendo já ganho as medalhas DSO com barra e a DFC com barra. Gibson estava de licença e quando perguntado por Cochrane ficou muito surpreso com a pergunta "O que você acha de fazer uma mais viagem?". Gibson disse "Muito bem" e nos dois meses seguinte esteve envolvido em recrutar pilotos, os tripulantes e os milhares de detalhes para formar o novo esquadrão, conhecido a princípio por Esquadrão "X" e depois batizado de Esquadrão 617. Em certos casos a escolha dos integrantes foi quase casual. Por exemplo, o tenente-aviador Shannon veio do 8.° Grupo (Explorador) com uma tripulação incompleta. Os sargentos Henderson e Sumpter, do Esquadrão 57, ouviram falar que "um cara do 617º" estava procurando um engenheiro de voo e um bombardeador e "foram lá para conferir". O encontro mostrou-se mutuamente satisfatório e ambos passaram a trabalhar com Shannon.

## Treinamento
O segredo da operação era completo e até mesmo Charles Whitworth, comanda da base da RAF em Scampton, em Lincoinshire, e Gibson, desconheciam a verdadeira missão do esquadrão. A segurança era extremamente rígida. Isto porque o reconhecimento aéreo descobriu que não havia balões na área das represas e a defesa antiaérea não tinha sido reforçada.
No dia 27 de março, ainda sem conhecer os alvos reais, Gibson foi informado de que a operação envolveria voo noturno a baixa altura sobre território inimigo, com uma aproximação final do alvo a 30 m de altura e uma velocidade precisa. Ele também foi informado que a bomba especial teria que ser lançada a exatamente 45,7 m (150 pés) depois da saída de um mergulho iniciado a 610 m (2 000 pés).
Em 29 de março, Cochrane ordenou a Gibson guardar segredo e em seguida lhe mostrou modelos dos dois alvos maiores, as represas de Moehne e Eder. Acrescendo os problemas do jovem comandante, havia apenas dez bombardeiros Lancaster para suas 22 tripulações praticarem: elas seriam obrigadas a revezar-se.
Os treinamentos na base aérea de Scampton começaram em 31 de março e os homens do Esquadrão 617 começaram a treinar com bombardeiros emprestados e mais tarde com suas próprias aeronaves, especialmente modificadas para transportar as bombas saltadoras. Ao total, 20 Lancaster B.MK III (Type 464 Provisioning) foram especialmente modificados para o transporte da nova bomba chamada de "mina". As modificações nos Lancaster consistiam na remoção das torres intermediárias superiores e das portas do compartimento de bombas. O artilheiro da torre removida passou a ocupar a torre frontal; instalaram-se estribos para manter as suas botas longe dos cabelos do bombardeador. Os Lancaster "eviscerados" foram apelidados de "peixes estripados" ou "abortos". As duas peças parecidas com pratos de banda de música, que ficavam pendentes debaixo da fuselagem para sustentar a bomba, eram as "castanholas".
Os exercícios se estendiam sempre por mais de três horas e incluíam ataques de artilharia ar-ar, contra alvos rebocados, e atacar  alvos flutuantes. Sobre as pistas da base da RAF de Scampton os pilotos eram solicitados a dar mergulhos a pique em direção a uma linha branca pintada no chão.
Durante o dia, para simular as condições de voo noturno, colocava-se celulóide de cor âmbar sobre as janelas dos aviões e os tripulantes utilizavam óculos azuis. Como Gibson descobriu, quando quase mergulhou com seu avião num reservatório perto de Sheffield, era bastante difícil calcular a altura sobre a água. Duas lâmpadas Aldis foram instaladas em cada aeronave e ajustadas para formar um "oito" à frente do bordo de ataque da asa esquerda à altura de 45,7 m, prevista para o bombardeio.
Para manter o segredo tudo era feito de modo que o 617 parecesse ser um esquadrão normal, mas como haviam um número elevado de tripulantes experientes com muitas condecorações, era difícil que passasse despercebido. As fofocas eram abundantes, mas a segurança foi mantida embora pudesse haver alguns pontos críticos, que foram imediatamente atacados por Gibson, encerrando-os imediatamente. Parece que houve alguns vazamentos inexplicavelmente ocorridos nos altos escalões, mas que não alcançaram os ouvidos do inimigo. Em Scampton, o outro esquadrão que operava naquela base, o 57, inicialmente ficou achando interessante mas em seguida aborrecido com a aparente falta de operacionalidade do 617. Chamados muito frequentemente de "guerreiros de poltrona", os oficiais do 617 respondiam com uma sessão de brigas, onde normalmente as vítimas eram o pessoal do esquadrão vizinho.
Apesar do segredo e do mistério os pilotos adoravam passar os dias realizando longos voos a baixa altura por toda a Inglaterra, o que era proibido, e com o passar do tempo também começaram a praticar voos noturnos. É interessante notar que os voos noturnos mostram ser perigosos e a solução para que se pudesse praticar esse padrão de treinamento, foi que os pilotos passaram a voar de óculos com viseira de cor azul enquanto que as cabines possuíam uma película de cor âmbar, reproduzindo espantosamente um voo noturno sob uma noite enluarada, ainda que os pilotos pudessem ver seus instrumentos internos. Essa prática foi inventada pelos Líder-de-Esquadrão Arthur e Charles Wood.
Enquanto isso, várias bombas de tamanho real, construídas por Wallis, eram lançadas mas falhavam, ou se quebrando com o impacto na água ou simplesmente não explodindo. Mesmo com muito treinamento, as tripulações não conseguiam a perfeição necessária. Até mesmo Spam Spafford, bombardeador de Gibson, conhecido por sua fama de durão, disse certa vez durante o treinamento, logo após o Lancaster ter quase se chocado com a água: "Cristo, isto é muito perigoso!"
Nos treinamentos descobriu-se que a bomba tinha que ser lançada exatamente a 18,28 m acima do nível da água, à velocidade de 354 km/h e a uma distância de 366 a 411 m do alvo. A precisão era vital para evitar que a bomba de desintegrasse com o impacto ou que saltasse por cima do objetivo.
O lançamento preciso da bomba era ainda mais problemático, visto que teria que ser realizado a uma distância pré-determinada de cada represa. A solução veio através do Comandante-de-Ala Dann, um especialista em armamentos, que mostrou a Gibson um dispositivo de mira triangular bastante simples, com duas miras e um visor. A ideia era que o bombardeador, quando a aeronave estivesse se aproximando do alvo, olhasse pelo visor, e soltasse a bomba, quando as agulhas coincidissem com as torres existentes nas represas. Na represa de Derwent em Cheshire, foram construídas duas torres, semelhantes àquelas existentes nas represas verdadeiras, e Gibson logo descobriu que aquele rústico visor funcionava. Era tão simples de construir que os próprios bombardeadores construíram os seus, cada um adaptando-o à sua preferência. Com a altura e a distância de lançamento das bombas resolvidos, a única pendência era a velocidade de 230 mph, que ficaria a cargo dos mecânicos de voo, no controle das manetes.
Como Gibson descobriu, quando quase mergulhou com seu avião num reservatório perto de Sheffield, era bastante difícil calcular a altura sobre a água. Por isso se adotou o uso de duas lâmpadas Aldis que foram instaladas na cauda e no nariz do avião, com os feixes convertidos de modo a formarem uma espécie de "8" sobre a superfície da água, no momento em que o avião atingisse a altitude exata. O navegador, olhando por uma janela especial, informava ao Piloto  para subir ou descer a aeronave, pois quando os fachos de luz estivessem formando um "8", estariam na altura correta. Esta técnica já tinha sido utilizada na Primeira Guerra Mundial.
A navegação era um problema muito sério, principalmente quando se estava a alturas extremamente baixas. Os navegadores confeccionaram mapas enrolados em cilindros e com os pontos de navegação marcados, de modo que poderiam utilizar o visor de bombardeio como um mapa móvel, marcando precisamente o avanço da aeronave. Impedido pelo mau desempenho rádio de voz padrão da época, o HF, Gibson insistiu com seus superiores, inclusive com Cochrane, para que fosse utilizado um equipamento melhor, como os VHF utilizados pelos caças, que melhorariam as comunicações de voz dramaticamente.
Após treinamento intensivo no mês de abril, Gibson relatou que o Esquadrão 617 estava pronto. Neste momento o 617 compunha-se de 58 oficiais e 481 subalternos e havia voado mais de 2 000 horas e lançado 2 500 bombas. Todas as tripulações tinham competência para voo noturno à altitude requerida sobre água e para bombardeio de conformidade com as especificações.
Na primeira semana de maio, realizaram-se 31 exercícios que envolveram 168 ataques de bombardeio sobre alvos fictícios. No dia 6, uma sessão de manobras noturnas em grande escala terminou de modo caótico, devido à má recepção de rádio, e Gibson decidiu coordenar a operação na área do alvo por meio de radiotelegratia. Novos aparelhos foram imediatamente instalados nos Lancaster.
Entre 11 e 14 de maio, utilizando minas de tamanho real, as tripulações atacaram com precisão torres de lona num campo de treinamento — um ensaio geral que Gibson considerou "totalmente bem-sucedido". No dia seguinte ele soube que o ataque, Operation Chastise (Operação Castigo), estava programado para 16 de maio, um domingo.

## O plano
Havia seis represas-alvos. Gibson lideraria três formações de três aviões cada uma sobre o mar do Norte, atravessaria o estuário do rio Scheldt e seguiria canais, rios e cruzamentos ferroviários específicos que cruzavam a região do Ruhr, até a represa de Moehne. A seguir, deveria voar para a represa de Eder e para a represa de Sorpe. Cinco outros Lancaster atingiriam as ilhas Frísias ao largo do litoral da Holanda — no momento em que Gibson chegasse à costa 193 km mais ao sul —, contornariam o Ijsselmeer (Zuider Zee, mar do Sul) e seguiriam uma rota meridional, a oeste da região do Ruhr, para bombardear a represa de Sorpe. Esses aviões enfrentariam uma dificuldade adicional: enquanto outras represas eram estruturas de alvenaria que podiam ser atacadas em ângulo reto de uma altura de 18,3 m (60 pés) a 354 km/h, com a mina pulando sobre a água, a represa de Sorpe tinha lados de terra em declive. A mina não poderia saltar nem ser lançada em ângulo reto. Os Lancaster deveriam voar no sentido longitudinal ao longo da crista da represa e soltar as minas sobre o seu topo.
Os dezenove aviões voariam a 30,5 m, confiando nos olhos aguçados dos navegadores para se desviarem de fios elétricos e outros obstáculos. Catorze dessas aeronaves decolariam de Scampton a intervalos entre 21h28 e 21h59 do dia 16 de maio. Cinco outras partiriam cerca de duas horas depois. Seguiriam o trajeto de Gibson e seriam dirigidas, a partir de mensagens pelo rádio, para qualquer um dos alvos principais ou para três outros, as represas de Lister, Diemel e Ennepe. Todos os dezenove aviões deveriam voar a 30,5 m (100 pés) sobre o continente, confiando na orientação por mapa e nos olhos aguçados dos navegadores e lançadores de bombas para se desviarem de fios elétricos, torres de igrejas, árvores e outros obstáculos. Na represa de Moehne haviam sido identificados três canhões antiaéreos leves (eficientes vertical ou horizontalmente até 1 938 m) e mais três peças numa campina logo ao norte. Os demais alvos estavam indefesos.

## O ataque - Estranhas Premonições
Na noite de sábado, Gibson orientou os comandantes de voo, o líder de bombardeio e o líder substituto a respeito da represa de Moehne. Os demais tripulantes tiveram de esperar até o dia da operação, quando os hangares estavam calmos "como um necrotério". Foram explicados detalhes sobre os alvos, as rotas, o pioneirismo do ataque, o golpe na produção de aço do inimigo — "a palestra mais longa que já ouvi", nas palavras de um artilheiro.
O período que restava antes da decolagem foi uma tortura para os nervos. Inclinado sobre uma mina, um operador de telégrafo sem fio, que não voltaria do ataque, escreveu com giz em sua superfície: "Nunca tanto foi esperado de tão poucos". Young arrumou seu quarto, outros escreveram cartas. O tenente-aviador Hopgood, condecorado com a DFC, profetizou que não voltaria. O sargento-aviador Townsend chegou à conclusão de que "todos estavam indo para o matadouro", e seu artilheiro de frente tomou um banho, "pois estava decidido a morrer limpo". Gibson permaneceu exteriormente calmo.
Afinal, chegou a hora da partida. A tensão evidenciou-se desde a decolagem com o máximo de carga. Alguns temiam que a trepidação desalinhasse os holofotes das aeronaves, o que os condenaria à sepultura nas águas. Outros preocupavam-se que a bomba pudesse explodir.
Às 21:30 do domingo dia 16 de maio de 1943, somente 8 semanas após a formação do Esquadrão 617, 19 Lancasters decolaram para atacar as represas, em três levas; a esquadrilha de Gibson, com nove aviões, para atacar as represas Mohne e Eder, a do Tenente-Aviador Joe McCarthy (americano da RCAF), com cinco aviões, para atacar a represa de Sorpe e funcionar como força diversiva, e a de Townsend, também com cinco aviões, funcionaria como uma reserva móvel. Uma lua cheia iluminava o noturno céu fazendo com que operações normais fossem impossível.
Um mau presságio ocorrera naquela noite, pois o negro labrador de Gibson, chamado Nigger, foi atropelado e morto quando as tripulações estavam realizando a reunião de pré-voo. Gibson ordenou então que Nigger deveria ser enterrado à meia-noite, na grama ao lado de seu escritório, pois tivera uma premonição de que ele e Nigger estariam entrando ao mesmo tempo no solo.
A formação destinada ao Sorpe decolou pouco antes das 21H30min., mas atraiu a atenção da Flack´s, a defesa antiaérea alemã, sobre os Países Baixos. Dois Lancasters foram abatidos e outros dois obrigados a voltar à base devido aos danos sofridos. Só ficou McCarthy, que voava com um atraso de quase 100 km devido a uma avaria sofrida na decolagem.
A formação de Gibson, subdividida em três seções de três aviões, voava mais ao  sul. Gibson chefiava a primeira seção, seguido a dez minutos de intervalo pelo Comandante-de-Esquadrão "Dinghy"  Young.  O grupo de reserva decolou por volta da meia-noite.
A rota de ida foi realizada toda ela à baixa altura, com as seguintes perdas:
Aeronave 'B' (Astell) atingiu alguns cabos de alta tensão às 00h15, chocando-se em seguida ao solo, a 5 km ao SSE de Borken; Aeronave 'S' (Burpee) foi derrubada pela flak (antiaérea alemã) chocando-se ao solo às 02h00 perto de aeroporto de Gilze-Rijen, na Holanda; Aeronave 'E' (Barlow) chocou-se ao solo às 23:50, a 4 km ENE de Rees, também depois de bater em cabos de alta tensão Aeronave 'K' (Byers) foi derrubado pela flak em Texel. Os alemães conseguiram recuperar intacta a bomba da aeronave de Barlow, mas todos os tripulantes das aeronaves acima foram mortos. A aeronave "W" de Munro foi atingida pela flak quando voava em cima de Vlieland, tendo seu intercomunicador e rádios destruídos e impossibilitado completamente de se comunicar, regressou à Inglaterra. Rice, voando no "H", quando foi usar as luzes para ajustar a altura por sobre Zuider Zee, descobriu que o alinhamento delas havia ficado completamente errado, quando seu Lancaster raspara na água a mais de 350 km/h. Foi outra aeronave que teve que regressar.

## O ataque a represa de Mohne
Evitando as principais defesas do Rhur, Gibson localizou facilmente o seu objetivo graças à luz do luar. Ao luar, a represa de Moehne parecia cinzenta e sólida, pesada e inconquistável. Esta represa possuía 823 m de comprimento e uma base de 35 m e estava guarnecida por holofotes e seis canhões antiaéreos de 20 mm.
Gibson reagrupou a esquadrilha, realizou sua corrida de bombardeio e lançou a bomba com precisão, sob uma forte oposição da antiaérea. Porém a represa não se rompeu.
O próximo a fazer a corrida seria o Tenente-Aviador  J.V. Hopgood, mas ele tinha que esperar as águas se acalmarem para lançar a sua bomba, o que só aconteceu 10 min depois. Quando Hopgood atacou foi atingido pela flak a 100 m da represa e seu avião desintegrou-se num lençol de chamas alaranjadas, enquanto a bomba, solta com atraso, desviava-se do alvo e destruía uma usina de energia atrás da represa, num banho de centelhas azuis. Fraser, que era o bombardeador de Hopgood, conseguiu saltar de paraquedas, observou as baterias antiaéreas que faziam pontaria contra um avião iluminado por seus próprios holofotes e resumiu: "uma caçada de patos!" O artilheiro da cauda, Burcher, também conseguiu se salvar, saltando segundos antes de a aeronave se chocar com o solo.
O Capitão-Aviador "Mickey" Martin atacou a seguir e desta vez Gibson voou ao lado dele para atrair o fogo inimigo. O Lancaster de Martin foi atingido em um tanque de combustível vazio na asa; a bomba explodiu, mas fora lançada de forma inexata. O represa se mantinha de pé.
Gibson e Martin distraíram a flak, e o Comandante-de-Esquadrão Melvyn Young, apelidado de "Dinghy" (bote salva-vidas, por ter caído duas vezes no Mediterrâneo), aproveitando-se disso realizou seu ataque, lançando a bomba de modo preciso, mas nada de a represa se rachar.
O próximo a atacar foi o Capitão-Aviador David J. H. Maltby, que também lançou a bomba com precisão e logo que o spray de água terminou, um buraco de cerca de 100 m de largura e 20 m de altura foi visto na parede de represa, lançando 134 milhões de toneladas de água que começava a transbordar para o vale, arrastando casas, pontes, sistemas de comunicações, etc. O capitão D. J. Shannon, que aguardava circulando sua aeronave, foi ordenado a abortar o ataque. Gibson enviou as aeronaves que já haviam realizado o ataque (Martin e Maltby) para casa, reagrupou as restantes e seguiu com elas para atacar a represa Eder, envia também a palavra-código Nigger para indicar que a represa Moehne fora destruída. Maudslay virou a aeronave para voltar para casa, mas caiu em Emmerich depois de ser atingido novamente pela flak. A tripulação inteira foi morta.

## O ataque a represa de Eder
Situada num vale mais profundo que a do Möhne, a barragem do Eder revelou-se  muito mais difícil de bombardear. O Capitão-Aviador D. J. Shannon fez seis tentativas, todas abortadas, até conseguir lançar a sua bomba com sucesso. A bomba do Comandante-de-Esquadrão Henry Maudsley atingiu o parapeito e explodiu com o impacto, destruindo o Lancaster que passava a pouco metros de altura. O Segundo-Tenente-Aviador L.G. Knight atacou em seguida e teve os mesmos problemas que os outros; era muito difícil de perder a velocidade adquirida pela aproximação em mergulho, e ainda subir bruscamente no fim do lago. Shannon deu conselhos pelo rádio e Knight tentou novamente, lançando sua bomba no lugar certo, conseguindo derrubar a parede da represa, lançando 200 milhões de toneladas de água vale abaixo. Gibson enviou a palavra-código Dinghy indicando um ataque bem sucedido, e retornam para casa, sem poderem atacar a represa Sorpe.

## O ataque a represa Sorpe
A leva destacada para atacar a Sorpe enfrentou muitos apuros. Dois bombardeiros voltaram antes do cumprimento da missão. Um deles sofreu avarias causadas por fogo antiaéreo, o outro perdeu sua bomba quando sobrevoava o mar. Dois outros foram derrubados. Só o americano, McCarthy, chegou até a represa.
Por isso, no momento em que Gibson atacava a represa de Mohne, McCarthy, apoiado por dois aviões da força de reserva móvel (pilotados pelos Sargento-Aviadores K. W. Brown e Cyril T. Anderson) tentava atacar a represa de Sorpe.
Mas ela era de um tipo diferente, construída de forma mais rústica, o que requeria uma técnica de ataque totalmente diferente. McCarthy tentou a aproximação por sobre um povoado na encosta da montanha, mas isso se mostrou tão difícil que ele fez dez passagens antes de soltar a bomba. Quando ganhava altura sobre outra montanha, no extremo da represa, viu que ela não tinha sido rompida, ele só conseguiu reduzir a escombros uma parte do parapeito da represa. Seu artilheiro disse-lhe para "descer, com os diabos", pois àquela altitude eles estavam vulneráveis como patos sentados, caso ocorresse um ataque dos caças de combate noturno.
Brown teve dificuldades de achar o lago e incendiou um pinheiral para melhorar a visão. Depois de nove tentativas ele acertou em cheio a represa.  Anderson chegando no local, encontrou uma névoa muito densa, impossibilitando seu ataque, e assim retornou para casa com sua bomba.

## O ataque a represa Swelme
Dois Lancaster´s da reserva receberam ordens de se dirigir à barragem do Schwelme, que foi atacada, mas sem quaisquer resultados.  

## O ataque a represa Lister
O Segundo-Tenente-Aviador W. H. T. Ottley recebeu ordens para se dirigir a represa Lister, mas foi derrubado pela flak, caindo às 02h35, a 3 km ao norte de Hamm, só o metralhador traseiro Freddie Tees sobreviveu, mas muito queimado. Gibson, voltando para casa, viu a aeronave de Ottley voando por cima de Hamm à 500 pés caindo em chamas

## O ataque a represa Ennerpe
O Sargento-Aviador W. C. Townsend foi ordenado que atacasse a represa Ennerpe. Ele teve dificuldades de encontrá-la devido ao forte nevoeiro, mas finalmente avistou o seu alvo e o atingiu. Mas mesmo atingida, a represa resistiu.
Quase sem munição e não tendo as torres centrais para autodefesa os sobreviventes voltaram pela Holanda a luz do dia. As defesas inimigas estavam agora em alerta total, e a flak atingiu Young, quando cruzava a costa holandesa. Ele lutou por algumas milhas antes de cair no mar ao largo de Castricum aan Zee às 02h58. Embora tivesse enviado um SOS, e tivesse experiência anterior nesse tipo de aterrissagem, toda a tripulação foi morta. As aeronaves restantes alcançaram Scampton sem incidentes.

## Os resultados
Mesmo não tendo destruído todas as represas a missão foi considerado um sucesso. Na Inglaterra, os resultados foram utilizados como uma enorme propaganda para a RAF em primeiro lugar, além de atrair voluntários e direcionando a opinião pública para a necessidade de se atacar cada vez mais o inimigo. Naquela etapa da guerra, tais sucessos eram raros, e tinha-se que aproveitar ao máximo a oportunidade de utilizá-los, e o ataque às represas pegou a atenção do público. O 617 passou a simbolizar a eficiência do Comando de Bombardeiros e, devido à participação de tripulações de outros países na unidade, a cooperação entre os aliados.
Mas o preço foi alto: Descontando os dois aviões que retornaram mais cedo e um que teve sua missão abortada, perderam-se 50% dos aparelhos (Oito Lancasters). Dos homens enviados para a missão 56 não regressaram. Destes, 3 foram feitos prisioneiros de guerra.
O vice-marechal Cochrane considerou um preço aceitável, diante da destruição de duas importantes represas e da devastação provocada pelas águas. Mas os números ignoravam as justificativas: em sua primeira operação, o Esquadrão 617, que passou a ser conhecido como "DamBuster´s", Demolidores de Represas, perdeu quase 40% de sua tripulação. Um artilheiro de bombas exprimiu a sensação generalizada de anticlímax ao declarar que "tudo acabou em meio minuto".
Porém, durante todo o critico verão de 1943, enquanto a Alemanha dependia das fábricas do Ruhr para municiar duas frentes, a água e a energia elétrica necessárias ao funcionamento do parque industrial da região ficaram bastante escassas. A lama da Moehne entupiu o sistema de bombeamento do Reno pelo vale do Ruhr acima, até Essen, a cidade dos Krupp, e a própria represa foi reparada apenas a tempo de represar as chuvas de outono. Se a Sorpe tivesse sido destruída por completo, juntamente com suas represas menores, a situação da Alemanha teria sido realmente séria. O próprio Reichsminister Speer admitiu isso no interrogatório a que foi submetido após a guerra, quando, conforme se evidencia pelas respostas que deu, se mostrou interessado em elogiar os esforços dos Estados Unidos, em detrimento dos britânicos.
O que Speer não salientou foram os resultados a longo prazo do bombardeio do Esquadrão 617. Nunca mais as represas do Reich foram deixadas com defesas fracas. Holofotes, canhões, balões, radar e pessoal altamente treinado foram retidos em represas distantes, quando, não fora o sucedido, estariam sem dúvida na frente de batalha. Canhões sem uso equivalem a canhões destruídos ou, em outras palavras, a fábricas de munições arrasadas.
Porém apesar da euforia muitos guardavam reservas. Para os pilotos canadenses, os parabéns por um "esplêndido show" não compensavam a perda de treze companheiros — e talvez eles estivessem certos não apenas em termos emocionais. Apesar do êxito do ataque e do excelente desempenho das tripulações, o valor militar da destruição das represas de Moehne e Eder até hoje permanece em discussão. O fornecimento de água recomeçou no final de junho, e a perda na geração de eletricidade foi compensada trazendo-se energia de outros locais. Embora morressem mais de 1 250 alemães, o aspecto mais importante foi a destruição de terras de cultivo, pontes e máquinas, o que obrigou à reconstrução de parte da indústria de guerra no Ruhr. O uso de trabalho forçado para completar reparos e o destacamento de mais de 10 mil soldados para a guarda das represas significou, sem dúvida, uma mobilização de recursos mais duradoura.
A perda de vidas e de propriedades causada pelo bombardeio aliado em geral tem sido muito discutida e focalizada. Porém deu-se menos publicidade aos fatos puramente militares. Os números alemães divulgados após a guerra mostram que, em 1944, 30% de toda a sua artilharia consistiam de canhões antiaéreos, e que um quinto de todos os canhões mais pesados que 70 mm foi empregado como peça antiaérea. Cada 88 mm usado na defesa aérea representava um a menos nas unidades Panzer e antitanques. De igual modo, um terço da indústria óptica alemã estava empenhada na fabricação de alças de mira e outras peças para baterias antiaéreas, em prejuízo do exército e da marinha, enquanto que metade das indústrias elétrica e eletrônica se dedicava somente à fabricação de radar e aparelhos de comunicação. O grande esforço de Gibson não ficou restrito à destruição das represas. O seu esquadrão, orgulhoso de se chamar "DamBuster´s", sobreviveu como unidade de elite, encarregada de efetuar ataques ousados contra uma longa lista de objetivos vitais, desde o afundamento do encouraçado Tirpizt à destruição do viaduto de Bielefeld. Mas a "bomba saltadora" e os Lancaster "estripados" não foram mais empregados. Depois da guerra, as bombas restantes foram jogadas no Atlântico e os bombardeiros adaptados transformaram-se em sucata. Um final inglório para o equipamento que deu aos Demolidores de Represas os meios para cumprir com êxito sua missão.
Quase todos os homens que participaram da missão as represas foram condecorados. Gibson recebeu a Victoria Cross, a mais alta condecoração inglesa por galantaria. Seus homens consideraram merecida a homenagem. Para o navegador Townsend, ele "estabelecera um padrão de perfeição. Chama-se liderança — como definir de outra maneira?" O comandante-em-chefe do Comando Costeiro enviou um telegrama que resumia o feito da esquadrilha: "Muito bem, Scampton (a base do 617. Uma noite de trabalho magnífica".
Martin, McCarthy, Maltby, Shannon e Knight foram agraciados com a DSO (Distinguished Service Order, ordem de serviços excepcionais); Hay, Hutchison, Leggo e Walker receberam barras para suas DFCs (Distinguished Flying Cross, cruz de pilotagem excepcional); outros dez tripulantes receberam sua DFC e 12 a DFM e Townsend recebeu um prêmio raro: a CGM. Em solenidade especial, os homens do Esquadrão 617 foram condecorados em massa pelo Rei.
Posteriormente, um grande número deles foi morto em ação. Gibson fez uma turnê de publicidade na América, na volta a Inglaterra foi considerado muito importante para voar em operações e teve suas ações restritas a uma escrivaninha. Depois de muita insistência conseguiu se enviado para uma unidade operacional, vindo a falecer em na noite de 19 de setembro de 1944, quando pilotava um Mosquito KB267 do Esquadrão 627 que caiu na Holanda.
A tripulação de Gibson foi herdada pelo Comandante George Holden, o próximo Comandante do 617, sendo morta na noite de 15 de setembro de 1943, com exceção de Pulford, que foi morto em 13 de fevereiro de 1944 quando voava com o Líder de Esquadrão Bill Suggitt e de Trevor-Roper, que morreu no ataque à Nuremberg no dia 30 de março de 1944, quando voava no Esquadrão 97.
A tripulação de Martin sobreviveu, com exceção de Bob Hay, morto quando de um ataque a baixa altura ao Viaduto de Antheor; Shannon e sua tripulação sobreviveu, bem como as de McCarthy e Munro. As tripulações do Flying Sargento K.W. Marrom, CGM, RCAF (menos o Sgt. B Allatson), do Piloto Officer Geoff Arroz e do Flying Sergeant. W.C. Bill Townsend, CGM, também sobreviveram à guerra.

## Aeronaves e sua tripulação

### O vôo A
ED-932 "AJ-G"
Piloto: Comandante-de-Ala G.P. Gibson, DSO*, DFC*
Navegador: Segundo-Tenente-Aviador H.T. Taerum, RCAF
Mecânico de Voo: Sargento J. Pulford
Bombardeador: Segundo-Tenente-Aviador F.M. Sparfford, DFM, RAAF
Operador de Rádio: Tenente-Aviador R.G. Hutchinson, DFC
Artilheiro Dianteiro: Sargento-Aviador  G.A. Deering, RCAF
Artilheiro Traseiro: Tenente-Aviador R.D. Trevor-Roper, DFM
- Nos Lancasters que participaram do ataque a torre superior do artilheiro do meio foi removida.

ED-887 "AJ-A"
Piloto : Comandante-de-Esquadrão H.M. Young, DFC*
Navegador : Sargento-Aviador C.W. Roberts 
Mecânico de Voo : Sargento D.T. Horsfall
Bombardeador : Oficial de Voo V.C. MacCausland, RCAF
Operador de Rádio: Sargento L.W. Nichols
Artilheiro Dianteiro : Sargento G.A. Yeo
Artilheiro Traseiro : Sargento W. Ibbotson 
ED-864 "AJ-B"
Piloto : Tenente-Aviador W. Astell, DFC
Navegador : Segundo-Tenente-Aviador F.A. Wile, RCAF
Mecânico de Voo : Sargento J. Kinnear
Bombardeador : Oficial de Voo  D. Hopkinson
Operador de Rádio: Segundo-Tenente-Aviador A.A. Garshowitz, RCAF
Artilheiro Dianteiro : Sargento-Aviador F.A. Garbas, RCAF
Artilheiro Traseiro : Sargento R. Bolitho
ED-906 "AJ-J"
Piloto : Segundo-Tenente-Aviador D.H. Maltby, DFC
Navegador : Sargento V. Nicholson
Mecânico de Voo : Sargento-Aviador  W. Hatton
Bombardeador :Segundo-Tenente-Aviador J. Fort
Operador de Rádio: Sargento A.J.B. Stone
Artilheiro Dianteiro : Sargento V. Hill
Artilheiro Traseiro : Sargento H.T. Simmonds
ED-929 "AJ-L"
Piloto : Segundo-Tenente-Aviador D. J. Shannon, DFC, RAAF
Navegador : Oficial de Voo  D.R. Walker, DFC, RCAF
Mecânico de Voo : Sargento R.J. Henderson
Bombardeador : Sargento-Aviador  L.J. Sumpter
Operador de Rádio: Oficial de Voo  B. Goodale, DFC
Artilheiro Dianteiro : Sargento B. Jagger
Artilheiro Traseiro : Oficial de Voo  J. Buckley
ED-927 "AJ-E"
Piloto : Tenente-Aviador R.N.G. Barlow, DFC, RAAF
Navegador : Oficial de Voo  P.S. Burgess
Mecânico de Voo : Segundo-Tenente-Aviador  S.L. Whillis
Bombardeador : Segundo-Tenente-Aviador  A. Gillespie, DFM
Operador de Rádio: Oficial de Voo  C.R. Williams, DFC, RAAF
Artilheiro Dianteiro : Oficial de Voo  H.S. Glinz, RCAF
Artilheiro Traseiro : Sargento J.R.G. Lidell
ED-936 "AJ-H"
Piloto : Segundo-Tenente-Aviador  G. Rice
Navegador : Oficial de Voo  R. McFarlane
Mecânico de Voo : Sargento E.C. Smith
Bombardeador :Segundo-Tenente-Aviador J.W. Thrasher, RCAF
Operador de Rádio: Segundo-Tenente-Aviador  C.B. Gowrie, RCAF
Artilheiro Dianteiro : Sargento T.W. Maynard
Artilheiro Traseiro : SargentoS. Burns
ED-934 "AJ-K"
Piloto : Piloto Officer V.W. Byers, RCAF
Navegador : Oficial de Voo  J.H. Warner
Mecânico de Voo : Sargento A.J. Taylor
Bombardeador : Piloto Officer A.N. Whitaker
Operador de Rádio: Sargento J. Wilkinson
Artilheiro Dianteiro : SargentoC.McA. Jarvie
Artilheiro Traseiro : Sargento-Aviador  J. McDowell, RCAF
ED-910 "AJ-C"
Piloto : Segundo-Tenente-Aviador W.H.T. Ottley, DFC
Navegador : Oficial de Voo  J.K. Barrett, DFC
Mecânico de Voo : Sargento R. Marsden, DFM
Bombardeador : Sargento-Aviador  T.B. Johnston
Operador de Rádio: Sargento J. Guterman, DFM
Artilheiro Dianteiro : Sargento H.J. Strange
Artilheiro Traseiro : Sargento F. Tees
ED-918 "AJ-F"
Piloto : Sargento-Aviador  K.W. Brown, RCAF
Navegador : Sargento D.P. Heal
Mecânico de Voo : Sargento H.B. Feneron
Bombardeador : SargentoS. Oancia, RCAF
Operador de Rádio: Sargento H.W. Hewstone
Artilheiro Dianteiro : Sargento D. Allatson
Artilheiro Traseiro : Sargento-Aviador  G.S. MacDonald, RCAF

### O vôo B
ED-937 "AJ-Z"
Piloto : Líder-de-Esquadrão H.E. Maudslay, DFC
Navegador : Oficial de Voo  R.A. Urquhart, DFC, RCAF
Mecânico de Voo : Sargento J. Marriott, DFM
Bombardeador : Segundo-Tenente-Aviador  M.J.D. Fuller
Operador de Rádio:Segundo-Tenente-Aviador  A.P. Cottam, RCAF
Artilheiro Dianteiro :Segundo-Tenente-Aviador  W.J. Tytherleigh
Artilheiro Traseiro : Sargento N.R. Burrows
ED-925 "AJ-M"
Piloto : Tenente-Aviador J.V. Hopgood, DFC*
Navegador : Oficial de Voo  K. Earnshaw, RCAF
Mecânico de Voo : Sargento C. Brennan
Bombardeador : Segundo-Tenente-Aviador  J.W. Fraser, DFC
Operador de Rádio: Sargento J.W. Minchin
Artilheiro Dianteiro : Segundo-Tenente-Aviador  G.H.F.G. Gregory, DFM
Artilheiro Traseiro : Segundo-Tenente-Aviador  A.F. Burcher, DFM, RAAF
ED-909 "AJ-P"
Piloto : Segundo-Tenente-Aviador  H.N. Martin, DFC
Navegador : Segundo-Tenente-Aviador  J.F. Leggo, DFC, RAAF
Mecânico de Voo : Segundo-Tenente-Aviador  I. Whitaker
Bombardeador : Segundo-Tenente-Aviador  R.C. Hay, DFC, RAAF
Operador de Rádio: Oficial de Voo  L. Chambers, RNZAF
Artilheiro Dianteiro : Segundo-Tenente-Aviador  B.T. Foxlee, DFM, RAAF
Artilheiro Traseiro : Sargento-Aviador T.D. Simpson, RAAF
ED-921 "AJ-W"
Piloto : Segundo-Tenente-Aviador J.L. Munro, RNZAF
Navegador : Oficial de Voo  F.G. Rumbles
Mecânico de Voo : Sargento F.E. Appleby
Bombardeador : Sargento J.H. Clay
Operador de Rádio: Segundo-Tenente-Aviador P.E. Pigeon, RCAF
Artilheiro Dianteiro : Sargento W. Howarth
Artilheiro Traseiro : Sargento-Aviador  H.A. Weeks, RCAF
ED-825 "AJ-T"
Piloto : Segundo-Tenente-Aviador  J.C. McCarthy, DFC, RCAF
Navegador : Sargento-Aviador  D.A. MacLean, RCAF
Mecânico de Voo : Sargento W.D. Radcliffe
Bombardeador : Sargento G.L. Johnson
Operador de Rádio: Sargento-Aviador  L. Eaton
Artilheiro Dianteiro : Sargento R. Batson
Artilheiro Traseiro : Oficial de Voo  D. Rodger, RCAF
ED-865 "AJ-S"
Piloto : Segundo-Tenente-Aviador  L.J. Burpee, DFM, RCAF
Navegador : Sargento T. Jaye
Mecânico de Voo : Sargento G. Pegler
Bombardeador : Sargento-Aviador  J.L. Arthur, RCAF
Operador de Rádio: Segundo-Tenente-Aviador  L.G. Weller
Artilheiro Dianteiro : Sargento W.C.A. Long
Artilheiro Traseiro : Segundo-Tenente-Aviador J.G. Brady, RCAF
ED-912 "AJ-N"
Piloto : Segundo-Tenente-Aviador  L.G. Knight, RAAF
Navegador : Oficial de Voo  H.S. Hobday
Mecânico de Voo : Sargento R.E. Graystone
Bombardeador : Oficial de Voo  E.C. Johnson
Operador de Rádio: Sargento-Aviador  R.G.T. Kellow, RAAF
Artilheiro Dianteiro : Sargento F.E. Sutherland, RCAF
Artilheiro Traseiro : Sargento H.E. O'Brien
ED-886 "AJ-O"
Piloto : Sargento-Aviador  W.C. Townsend
Navegador : Oficial de Voo  C.L. Howard, RAAF
Mecânico de Voo : Sargento D.J.D. Powell
Bombardeador : Sargento C.E. Franklin, DFM
Operador de Rádio: Sargento-Aviador  G.A. Chalmers
Artilheiro Dianteiro : Sargento D.E. Webb
Artilheiro Traseiro : Sargento R. Wilkinson
ED-914 "AJ-Y"
Piloto : Sargento-Aviador  C.T. Anderson
Navegador : Sargento J.P. Nugent
Mecânico de Voo : Sargento R.C. Paterson
Bombardeador : Sargento G.J. Green
Operador de Rádio: Sargento W.D. Bickle
Artilheiro Dianteiro : Sargento E. Ewan
Artilheiro Traseiro : Sargento A.W.Buck

### Não participaram da missão por motivo de doença
P/O W G Divall, Sgt D W Warwick, Sgt J S Simpson, Sgt R C McArthur, Sgt Murray, Sgt E C A Balke, Sgt A A Williams, F/T Harold S Wilson, Sgt T W Johnson, F/O J A Rodger, Sgt L Mieyette, P/O S. H Coles, Sgt T H Payne e Sgt E Hornby 

### Legenda
RAAF - Royal Australian Air Force
RCAF - Royal Canadain Air Force
RNZAF - Royal New Zealand Air Force
DSO - Distingished Service Order
DFC - Distingished Flying Cross
DFM - Distingished Flying Medal
- - Indica uma segunda condecoração (uma bar) para a mesma medalha.

## Alguns fatos e sua tripulação
- Todos os homens se apresentaram como voluntários para a missão.
- Dos 133 integrantes iniciais da esquadrilha, noventa pertenciam à RAF (inclusive um extrovertido australiano perito em voo a baixa altitude, o tenente-aviador Martin), 29 provinham do Canadá (entre eles o tenente-aviador McCarthy, americano), dois da Nova Zelândia e doze da Austrália.
- Das primeiras 21 tripulações, uma foi substituída por "não atingir o padrão necessário para esta operação", e outra afastou-se voluntariamente. No entanto, novas tripulações acabaram se apresentando para integrar a 617ª, e mantiveram completo o seu efetivo.
- A faixa de idade variava de vinte a 32 anos.
- As tripulações foram formadas pelos Pilotos que selecionavam cada membro, dos homens disponíveis na Unidade de Conversão. As Unidade de Conversão era um dos último passos que um tripulante recém treinado dava antes de entrar em um Esquadrão operacional.
- Algumas tripulações para a missão contra as represas tinham oito homens. Isto era devido a algumas razões:
- Estas tripulações foram unidas aos Pathfinders. Elas normalmente tinham um operador extra de radar, que operou o radar H2S.
- A tripulação foi unida ao Grupo 100, que operava o Airborne Cigar (ABC). Um operador de rádio que falava alemão foi adicionado. Seu trabalho era esquadrinhar freqüências alemãs dos caças noturnos. Caso descobri-se uma freqüências o operador iria tentar obter mais informações das operações alemãs.
- Todo novo piloto tinha que voar uma ou duas vezes como o segundo "Dickey" em uma missão com tripulações  veteranas, para ser exposto aos perigos operacionais e as defesas alemãs.
- O último sobrevivente dps participantes na operação, Sq Ldr George "Johnny" Johnson, morreu com 101 anos em Dezembro de 2022.[1]